# Václav Berdych
Václav Berdych (* 12. Juni 1916 in Pottenstein, Österreich-Ungarn, heute Tschechien; † 3. März 2016) war ein tschechischer Widerstandskämpfer, Regieassistent und Regisseur.

## Leben und Wirken
Der aus dem nördlichen Sudetenland stammende Berdych machte 1936 sein Abitur in der unweit seines Geburtsortes gelegenen Kleinstadt Nimburg. Anschließend knüpfte er Kontakte zur tschechoslowakischen Filmindustrie und fand bald eine Anstellung als Redakteur bei der heimischen Wochenschau. 
Während des Zweiten Weltkrieges wurde er aufgrund vermuteter Widerstandstätigkeit gegen die NS-Besatzungsmacht verhaftet und am 23. Oktober 1942 als politischer Häftling Nr. 13693 gemeinsam mit der tschechischen Schauspielerin Anna Letenská ins KZ Mauthausen deportiert. Seine Erinnerungen an diese Jahre im Konzentrationslager waren 1959 Gegenstand einer 247 Seiten starken Buchveröffentlichung Berdychs unter dem schlichten Titel Mauthausen (Untertitel: k historii odboje vězňů v koncentračním táboře Mauthausen). Dort berichtete er auch von der Absicht der Nationalsozialisten, nach der Zerstörung der Krematorien in Auschwitz – Befehl Heinrich Himmlers mit Wirkung ab 28. November 1944 – diese 1945 in Mauthausen neu zu errichten. Berdych hatte diese Information von einigen im Baubüro von Mauthausen beschäftigten KZ-Häftlingen erhalten.
Nach der Befreiung kehrte Václav Berdych in die Tschechoslowakei heim. Dort arbeitete er bis 1964 als Regieassistent beim heimischen Film. Lediglich 1950 wurde ihm an der Seite von Mac Fric eine Regie-Mitarbeit bei dem Film Es war im Mai (Bylo to v máji) anvertraut.
2008 gab der fast 92-jährige Zeitzeuge Berdych in dem deutschen Dokumentarfilm Andula – Besuch aus einem anderen Leben, auch bekannt unter Spiel ums Leben – Die Komödiantin und die Nazis, Auskunft über die Deportation der in Mauthausen kurz nach der Ankunft ermordeten Letenská.